# Comuna Ușkovîci, Peremîșleanî
Ușkovîci (în ucraineană Ушковичі) este o comună în raionul Peremîșleanî, regiunea Liov, Ucraina, formată din satele Ciupernosiv, Kîmîr, Nedilîska și Ușkovîci (reședința).

## Demografie
Componența lingvistică a comunei Ușkovîci
     Ucraineană (99,73%)
     Alte limbi (0,14%)
Conform recensământului din 2001, majoritatea populației comunei Ușkovîci era vorbitoare de ucraineană (99,73%), existând în minoritate și vorbitori de alte limbi.